# 72447 Polinska
72447 Polinska este o planetă minoră (asteroid) din centura de asteroizi. A fost descoperită pe 16 februarie 2001 la Ondřejovská hvězdárna⁠(d) de Petr Pravec⁠(d). 
Obiectul prezintă o orbită caracterizată de o semiaxă mare de 3,0129641586684 UAi, o excentricitate de 0,06, o înclinație de 0,9 ° în raport cu ecliptica.